# Aphycus rubescens
Aphycus rubescens är en stekelart som först beskrevs av Compere och Annecke 1961.  Aphycus rubescens ingår i släktet Aphycus och familjen sköldlussteklar. Inga underarter finns listade i Catalogue of Life.